# Bloodbuzz Ohio
"Bloodbuzz Ohio" is een single van de Amerikaanse indierockband The National uit 2010.
Het is afkomstig van hun vijfde studioalbum, High Violet. Kenmerkend aan het nummer is de baritonzang van Matt Berninger. Op 24 maart 2010 bood de band het nummer als download aan op hun website en op 3 mei van dat jaar werd het nummer uitgebracht op 7" vinyl (met B-kant "Sin-Eaters") De hoes van deze single is een werk van kunstenaar Mark Fox, getiteld Jane Jacobs Understands The Beehive. 
Het nummer wist in Vlaanderen de zestiende plek in de Ultratop 50 te behalen. 

## NPO Radio 2 Top 2000
| Nummer met noteringen in de NPO Radio 2 Top 2000 | '23  | '24  |
| ------------------------------------------------ | ---- | ---- |
| Bloodbuzz Ohio                                   | 1592 | 1592 |

1. ↑  Een vetgedrukt getal geeft de hoogste notering aan.
2. ↑  2023 was het eerste jaar met een notering voor dit nummer.